# Андреј Платонов
Андреј Платонович Климентов (рус. Андре́й Плато́нович Климе́нтов; Вороњеж, 28. август 1899 – 5. јануар 1951), познат под псеудонимом Андреј Платонов, био је совјетски руски писац, филозоф, драматург и песник. Иако је Платонов себе сматрао комунистом, његова главна дела остала су необјављена током његовог живота због скептичног става према колективизацији пољопривреде (1929–1940) и другим стаљинистичким политикама, као и због експерименталне авангардне форме дела. Његова позната дела укључују романе Chevengur (1928) и The Foundation Pit (1930).
Збирка кратких прича The Fierce and Beautiful World објављена је 1970. године са уводом Јевгенија Јевтушенка и постала је прва Платоновљева књига на енглеском језику. Током 1970-их, Ардис је објавио преводе својих главних дела, као што су The Foundation Pit and Chevengur. Године 2000. серијал New York Review Books Classics издао је збирку кратких прича, укључујући његову најпознатију причу „Река Потудан“ (1937), са уводом Татјане Толстаје. Године 2007. New York Review Books поново је издао збирку Платоновљевих дела укључујући новелу Душа (1934), приповетку „Повратак“ (1946) и шест других прича. Након тога уследило је поновно издање The Foundation Pit 2009. и 2012. године Срећна Москва, недовршени роман (није објављен за живота Платонова).

## Младост и образовање
Платонов је рођен у насељу Јамска Слобода на периферији Вороњежа у Черноземској области Централне Русије. Његов отац је био монтер метала (и проналазач аматер) запослен у железничким радионицама, а мајка му је била ћерка часовничара. Похађао је локалну парохијску школу и завршио основно образовање у четворогодишњој градској школи и почео да ради са тринаест година, са пословима као канцеларијски службеник у локалном осигуравајућем друштву, топионичар у фабрици цеви, помоћни машиниста, магационер и пруга. Након револуције 1917. студирао је електротехнику на Вороњешком политехничком институту. Када је 1918. избио грађански рат, Платонов је помагао свом оцу у возовима који су допремали трупе и залихе и чистили снег.

## Рана каријера
У међувремену, Платонов је почео да пише песме, достављајући их новинама у Москви и другде. Такође је био сарадник локалних часописа. Међу њима су Zheleznyi put („Железница“), лист локалног синдиката железничара; новине Комунистичке партије Вороњешке области Krasnaia derevnia („Црвена села“) и Voronezhskaia kommuna („Вороњешка комуна“); и Kuznitsa, национални часопис групе пролетерских писаца „Смитхи”.
Од 1918. до 1921. године, свог најинтензивнијег књижевног периода, објавио је десетине песама (антологија је изашла 1922), неколико прича, стотине чланака и есеја, а 1920. усвојио је псеудоним Платонов по којем је најбољи. познат. Са изузетном енергијом и интелектуалном зрелошћу, самоуверено је писао о низу тема, укључујући књижевност, уметност, културни живот, науку, филозофију, религију, образовање, политику, грађански рат, спољне односе, економију, технологију, глад и мелиорацију, и други. Око 1920. године није било необично да два или три дела Платонова, на сасвим различите теме, буду објављена у штампи у истом временском периоду.
Такође је био укључен у локални покрет Пролеткулта, придружио се Савезу комунистичких новинара у марту 1920. и радио као уредник у Krasnaia Derevnia („Црвена села“) и листу локалног синдиката железничара. августа 1920. године, Платонов је изабран у привремени одбор новоформираног Вороњешког савеза пролетерских писаца и присуствовао је Првом конгресу пролетерских писаца у Москви у октобру 1920. у организацији Смитијске групе. Редовно је читао своју поезију и држао критичке говоре на разним састанцима клуба.
У јулу 1920. Платонов је примљен у Комунистичку партију као кандидат за члана по препоруци свог пријатеља Литвина (Молотова). Присуствовао је партијским састанцима, али је 30. октобра 1921. искључен из Партије као „нестабилан елемент“. Касније је рекао да је разлог био "малолетни". Можда је напустио странку ужаснут Новом економском политиком (НЕП). као и низ других писаца радника (од којих је многе упознао преко Кузнице и на конгресу писаца 1920). Узнемирен глађу 1921. године, отворено је и контроверзно критиковао понашање (и привилегије) локалних комуниста. У пролеће 1924. Платонов је поднео захтев за поновни пријем у Партију, нудећи уверавање да је остао комуниста и марксиста, али је тада или у следећа два наврата одбијен.
Године 1921. Платонов се оженио Маријом Александровном Кашинцевом (1903–1983); добили су сина Платона 1922. и ћерку Марију 1944.
Године 1922, након разорне суше и глади 1921, Платонов је напустио писање да би радио на електрификацији и мелиорацији земљишта за Вороњешку покрајинску земаљску управу, а касније и за централну владу. „Нисам више могао да се бавим контемплативном делатношћу попут књижевности“, присећао се касније. Наредних година радио је као инжењер и администратор, организујући копање бара и бунара, исушивање мочвара и изградњу хидроелектране.

## Три критичка дела
Када се 1926. вратио писању прозе, бројни критичари и читаоци приметили су појаву великог и оригиналног књижевног гласа. Преселивши се у Москву 1927. године, по први пут постаје професионални писац, радећи са бројним водећим часописима.
Између 1926. и 1930. године, у периоду од НЕП-а до првог петогодишњег плана (1928–1932), Платонов је произвео своја два велика дела, романе Чевенгур и Темељна јама . Уз њихову имплицитну критику система, ни једно ни друго тада није прихваћено за објављивање иако се један део Чевенгура појавио у часопису. Два романа су објављена у СССР-у тек крајем 1980-их.
Током 1930-их, Платонов је радио са совјетским филозофом Михаилом Лифшицом, који је уређивао Књижевни критичар ( Литературни Критик ), московски часопис који су пратили марксистички филозофи широм света. Још један од сарадника часописа био је теоретичар Ђерђи Лукас  и Платонов су изградили везе са два филозофа. Прекретница у његовом животу и каријери као писцу наступила је објављивањем у марту 1931. године „За будућу употребу“ („Впрок″ на руском), новеле која бележи принудну колективизацију пољопривреде током Прве петогодишњег плана.
Према архивским доказима (извјештај доушника ОГПУ, 11. јул 1931), Стаљин је пажљиво читао За будућу употребу након објављивања, додајући маргиналне коментаре о аутору („будала, идиот, нитков”) и његовом књижевном стилу („ово није руски већ нека неразумљива глупост“) свом примерку часописа. У белешци издавачима, месечнику Краснаја нов, Стаљин је описао Платонова као „агента наших непријатеља“ и у постскриптуму предложио да се аутор и други „празноглавци“ (тј. уредници) казне на начин да им казна служи „као опомена за будућност“.
1933. службеник ОГПУ Шиваров написао је посебан извештај о Платонову. У прилогу су биле верзије Мора младости, представе „14 црвених колиба“ и недовршеног „Техничког романа“. У извештају је За будућу употребу описана „сатира о организовању колективних фарми“ и коментарисано је да је Платонов каснији рад открио „продубљивање антисовјетских ставова“ писца.

### Званична подршка и цензура
Платонов је објавио још осам књига, белетристике и есеја, између 1937. и своје смрти 1951. године.

### Стаљинова амбивалентност и Платонов син
Стаљин је био амбивалентан по питању Платоновљеве вредности као писца. У истом извештају доушника из јула 1931. године тврдило се да је и он о писцу говорио као о „бриљантном, пророку“. Са своје стране, Платонов је давао непријатељске примедбе о Троцком, Рикову и Бухарину, али не и о Стаљину, коме је писао писма у неколико наврата. — Да ли је Платонов овде? питао је Стаљин на састанку са совјетским писцима одржаном у Москви у вили Горког у октобру 1932. када је совјетски лидер први пут назвао писце „инжењерима људске душе“.
У јануару 1937, Платонов је допринео издању Литературне газете у којој је оптужене на другом московском изложбеном процесу (Радек, Пјатаков и други) осудило и осудило 30 познатих писаца, укључујући Бориса Пастернака. Његов кратки текст „Победити зло” уврштен је у његова сабрана дела. Сугерисано је да садржи шифровану критику режима.
У мају 1938, током Великог терора, Платоновљев син је ухапшен као „терориста“ и „шпијун“. Са 15 година, Платон је у септембру 1938. осуђен на десет година затвора и послат је у поправни радни логор где је оболео од туберкулозе. Захваљујући напорима Платонова и његових познаника (укључујући Михаила Шолохова), Платон је ослобођен и вратио се кући у октобру 1940, али је био неизлечиво болестан и умро у јануару 1943. Сам Платонов је оболео док је неговао свогсина.
Током Великог отаџбинског рата (1941–1945), Платонов је био ратни дописник војног листа Црвена звездa и објавио низ кратких прича о ономе чему је био сведок на фронту. Рат је означио благи преокрет у Платоновљевом књижевном богатству: поново му је дозвољено да објављује у великим књижевним часописима, а неке од ових ратних прича, без обзира на Платоновљев типичан идиосинкратични језик и метафизику, биле су добро прихваћене. Међутим, пред крај рата Платоновљево здравље се погоршало и 1944. године му је дијагностикована туберкулоза. Године 1946. његова последња објављена кратка прича „Повратак“ нашла се у Литературној газети као „клевета“ против совјетске културе. Његове последње публикације биле су две збирке фолклора. Василиј Гросман је говорио на његовој сахрани.

## Наслеђе
Платоновљев утицај на касније руске писце је знатан. Неки - али не сви - његови радови су објављени или поново објављени током 1960-их. и током 1970-их и 1980-их Због његових политичких писања, перципираног антитоталитарног става, Џозеф Бродски га је назвао најчуднијим писцем на свету.
У публицистици, причама и поезији писаним током првих постреволуционарних година (1918–1922), Платонов је преплитао идеје о људском господарењу природом са скептицизмом према тријумфалној људској свести и вољи, и сентименталном, па и еротском љубављу према физичким стварима са страхом и пратећа одвратност према материји. Платонов је посматрао свет као оличење у исто време супротстављених принципа духа и материје, разума и емоција, природе и машине.
Писао је о фабрикама, машинама и технологији као о примамљивим и страшним. Његов циљ је био да индустрију препусти машинама, како би „пребацио човека из области материјалне производње у вишу сферу живота“. Дакле, у Платоновљевој визији долазећег „златног доба“ машине су и непријатељи и спасиоци. Савремене технологије, омогућиле би човечанству да буде „ослобођено угњетавања материје“.
Платоновљево писање, такође се тврдило,  има јаке везе са делима ранијих руских аутора попут Фјодора Достојевског. Такође користи много хришћанске симболике, укључујући истакнут и уочљив утицај широког спектра савремених и античких филозофа, укључујући руског филозофа Николаја Федорова.
Његова Закладна јама користи комбинацију сељачког језика са идеолошким и политичким терминима да створи осећај бесмисла, потпомогнут наглим и понекад фантастичним догађајима радње. Јосиф Бродски сматра дело дубоко сумњичавим према значењу језика, посебно политичког. Ово истраживање бесмисла је обележје егзистенцијализма и апсурдизма. Бродски је прокоментарисао: „Тешко људима на чији језик се може превести Андреј Платонов“.
Романописац Татјана Толстаја је написала: „Андреј Платонов је изванредан писац, можда најсјајнији руски писац двадесетог века“.
Сваке године у Вороњежу се одржава изложба књижевности у част Платонова, током које људи читају са бине нека од његових дела.
Планета коју је 1981. открио совјетски астроном ЛГ Карачкина добила је име по Платонову.

## Стил и тематика
Једна од најупечатљивијих карактеристика Платоновљевог дела је изворни језик, јединствен у светској књижевности. Често се језик његових ликова назива примитивним, незграпним, домаћим.
Платонов активно користи технику остранења, његова проза је препуна лексичких и граматичких грешака карактеристичних за дечији говор.
Према истраживачу Левину, уз помоћ ових обрта, Платонов формира „пантелеолошки” простор текста, где је „све повезано са свиме”, а сви догађаји се одвијају међу јединственом „природом”.
У делима Андреја Платонова форма и садржај чине јединствену, нераскидиву целину, односно сам језик Платоновљевих дела је њихов садржај.
Међу кључним мотивима Платоновљевог дела је тема смрти и њеног превазилажења. Анатолиј Рјасов пише о Платоновљевој „метафизици смрти“. Платонов је у младости био под утицајем Николаја Федорова и више пута се позива на идеју о подизању мртвих. У главама његових ликова, то је повезано са надолазећим доласком комунизма.

## Дела

### Романи
- Chevengur – 1928 (1972)
- The Foundation Pit – 1930 (1969)
- Happy Moscow (unfinished) – 1933–1936 (1991)

### Кратка фикција
- "The Motherland of Electricity" – 1926
- "The Lunar Bomb" – 1926
- The Sluices of Epifany (новела) – 1927
- "Meadow Craftsmen" – 1928
- "The Innermost Man" – 1928
- "Makar the Doubtful" – 1929
- For Future Use  (новела) – 1930 (1931)
- The Sea of Youth (новела) – 1934 (1986)
- Soul, or Dzhan (новела) – 1934 (1966)
- "The Third Son" – 1936
- "Fro" (приповетка) – 1936
- "Among Animals and Plants" (приповетка) – 1936
- "The Fierce and Beautiful World" – 1937
- The River Potudan (збирка кратких прича) – 1937
- "Immortality"  – 1936, 1939
- "The Cow" – 1938 (1965)
- "The Return" – 1946

### Остало
- Blue Depths[27] (стих) – 1922
- The Barrel Organ (драмски комад) – 1930
- The Hurdy Gurdy (драмски комад) – 1930 (1988)
- Fourteen Little Red Huts (драмски комад) – 1931 (1988)
- Father-Mother (сценарио) – 1936 (1967)

### Енглески преводи
- The Fierce and Beautiful World: Stories by Andrei Platonov, introduction by Yevgeny Yevtushenko, E. P. Dutton, 1970 (tr. Joseph Barnes)
- The Foundation Pit, a bi-langued edition with preface by Joseph Brodsky, Ardis Publishing, 1973 (tr. Mirra Ginsburg)
- Chevengur, Ardis Publishing, 1978 (tr. Anthony Olcott)
- Collected Works, Ardis Publishing, 1978 (tr. Thomas P. Whitney, Carl R. Proffer, Alexey A. Kiselev, Marion Jordan and Friederike Snyder)
- Fierce, Fine World, Raduga Publishers, 1983 (tr. Laura Beraha and Kathleen Cook)
- The River Potudan, Bristol Classical Press, 1998 (tr. Marilyn Minto)
- The Foundation Pit, Harvill Press, 1996 (tr. Robert Chandler and Geoffrey Smith)
- The Return and Other Stories. Harvill Press. 1999. (tr. Robert Chandler and Angela Livingstone)
- The Portable Platonov, New Russian Writing, 1999 (tr. Robert Chandler)
- Happy Moscow, introduction by Eric Naiman, Harvill Press, 2001 (tr. Robert Chandler and Elizabeth Chandler)
- Happy Moscow, introduction by Robert Chandler, New York Review Books, 2012 (tr. Robert Chandler and Elizabeth Chandler)
- Happy Moscow, introduction by Robert Chandler, Vintage Classics, 2013 (tr. Robert Chandler and Elizabeth Chandler)
- Soul. Harvill Press. 2003. (tr. Robert Chandler and Elizabeth Chandler)
- Russian Short Stories from Pushkin to Buida, Penguin Classics, 2005, (tr. Robert Chandler and others). Includes two important stories by Platonov: "The Third Son" and "The Return"
- Soul and Other Stories, New York Review Books, 2007 (tr. Robert Chandler with Katia Grigoruk, Angela Livingstone, Olga Meerson, and Eric Naiman).
- The Foundation Pit. New York Review Books. 2009. (tr. Robert Chandler, Elizabeth Chandler and Olga Meerson).
- Russian Magic Tales from Pushkin to Platonov, Penguin Classics, 2012 (tr. Robert Chandler and others). Includes Platonov's subtle adaptations of traditional Russian folk tales.
- Fourteen Little Red Huts and Other Plays. Columbia University Press. 2016. (The Russian Library) (ed. by Robert Chandler; tr. by Robert Chandler, Jesse Irwin, and Susan Larsen; with notes by Robert Chandler and Natalya Duzhina)
- Chevengur, trans. Elizabeth Chandler and Robert Chandler (New York Review Books, 2023)